# Belval-en-Argonne
Belval-en-Argonne település Franciaországban, Marne megyében. Lakosainak száma 44 fő (2022. január 1.). Belval-en-Argonne Les Charmontois, Le Châtelier, Lisle-en-Barrois és Sommeilles községekkel határos.

## Népesség
A település népességének változása:
| Lakosok száma | 104  | 56   | 59   | 62   | 50   | 49   | 47   | 44   | 44   | 44   |
|               | 1968 | 1982 | 1990 | 2006 | 2013 | 2015 | 2017 | 2019 | 2020 | 2022 |